# Irtysj
Irtysj (russisk: Иртыш, tr. Irtysj)  er en flod i det vestlige Sibirien, som udspringer i Altajbjergene i Xinjiang i det nordvestlige Kina. 
På vej nordover løber Irtysj gennem det nordøstlige Kasakhstan, før den løber ind i Rusland og forener sig med floden Ob efter 4.248 km. 
Sammen med Obs nedre løb er Irtysj den syvendelængste flod i verden på 5.410 km.
Floden er sejlbar, når den er isfri i tiden april til november. 
Omsk er den største flodhavn i Vestsibirien, andre større byer ved Irtysj er Semej og Pavlodar. 
Langs floden findes der flere store vandkraftprojekter, og den er nogle steder kraftigt forurenet fra byer og industri langs dens løb.